# Сент Олбанс (Вермонт)
Сент Олбанс (енгл. St. Albans) град је у америчкој савезној држави Вермонт.

## Демографија
По попису из 2010. године број становника је 6.918, што је 732 (-9,6%) становника мање него 2000. године.
| Група             | 2000.         | 2010.         |
| Белци             | 7.281 (95,2%) | 6.430 (92,9%) |
| Афроамериканци    | 30 (0,4%)     | 55 (0,8%)     |
| Азијати           | 27 (0,4%)     | 64 (0,9%)     |
| Хиспаноамериканци | 69 (0,9%)     | 123 (1,8%)    |
| Укупно            | 7.650         | 6.918         |